# Hermann Apelt (Politiker, 1876)
Ernst Otto August Hermann Apelt (* 10. Juli 1876 in Weimar; † 11. November 1960 in Bremen) war ein deutscher Jurist, Politiker (DVP, BDV/FDP) und Senator im Senat der Freien Hansestadt Bremen.

## Biografie

### Familie, Ausbildung und Beruf
Apelt war der Enkel des Philosophen Ernst Friedrich Apelt aus Jena und der Sohn des Weimarer Gymnasialdirektors Otto Apelt und seiner Ehefrau Cornelia Apelt, geborene Rassow. Seine Enkeltochter Julie Kohlrausch war FDP-Bürgerschaftsabgeordnete in Bremen.
Er absolvierte das Wilhelm-Ernst-Gymnasium Weimar und studierte Rechtswissenschaften an der Universität Jena, der Universität Tübingen und der Universität Leipzig. 1900 zog er nach Bremen und absolvierte dort sein Assessorexamen. Er promovierte 1901 zum Dr. jur. Seit 1904 arbeitete er in einer Rechtsanwaltspraxis. 1906 wurde er Syndicus der Handelskammer Bremen. Im Ersten Weltkrieg war er Soldat.

### Politik
1908 wurde Apelt in die Bremische Bürgerschaft gewählt. Er war dort Mitglied der Deputation für Häfen und Eisenbahnen. 1917 erfolgte seine Wahl zum Bremer Senator.
Er schloss sich nach dem Ersten Weltkrieg 1919 der liberalen Deutschen Volkspartei (DVP) an. Er war 1919/20 Mitglied der verfassungsgebenden Bremer Nationalversammlung, von der er am 10. April 1919 in den Senat gewählt wurde. Als Senator war er in den Senaten von 1919/20 unter Karl Deichmann, von 1920 bis 1925, von 1925 bis 1928 und von 1928 bis 1933 unter dem parteilosen Präsidenten Martin Donandt. Seit 1919 organisierte Apelt den Wiederaufbau der bremischen Schifffahrt und des bremischen Hafens. Eine seiner schwersten Aufgaben war die Lösung der Finanzkrise Bremens von 1930, bei der er als Inspektor des Staatshauptkasse fungierte. Durch sein Verhandlungsgeschick konnte er  die staatliche Selbstständigkeit Bremens erhalten.
Nachdem am 6. März 1933 auf Forderung der Nationalsozialisten bereits die SPD-Senatoren zurücktreten mussten, wurde mit den übrigen Mitgliedern des Senats auch er am 16. März 1933 zum Rücktritt gezwungen und aufgrund seiner öffentlichen Ablehnung des Nationalsozialismus aus allen öffentlichen Ämtern ausgeschlossen.
Nach dem Zweiten Weltkrieg war er Mitgründer der Bremer Demokratischen Volkspartei (BDV), der späteren FDP. Es folgte 1945 seine erneute Berufung zum Senator für Wirtschaft, Häfen und Verkehr im Senat Vagts und im Senat Kaisen I, später teilweise ergänzt um die Ressorts Schifffahrt und Arbeit in den Senaten Kaisen II, Kaisen III und Kaisen IV. 1955 schied Apelt aus dem Senat aus.
Nach 1945 war es sein Grundsatz, beim Neuaufbau des Bremer Staatswesens die Wiederherstellung der Häfen als Existenzgrundlage allen anderen Aufgaben voranzustellen. Sofort nach dem Zusammenbruch 1945 wurde mit der Räumung der Weser und der Häfen begonnen. Der Wiederaufbau der Seefahrtschulen in Bremen und Bremerhaven, des Flugplatzes sowie der Ausbau der Unterweser und die Mittelweserkanalisierung gehören zu seinen Verdiensten.
Apelt war seit dem 23. August 1909 mit Julie Wilhelmine geb. Nielsen (1884–1982) verheiratet. Die Eheschließung fand in Scheeßel im Kreis Rotenburg statt. Hermann Apelt starb am 11. November 1960 um 07:45 Uhr in seiner Wohnung am Richard-Strauß-Platz 15 in Bremen im Alter von 84 Jahren. Er war evangelischer Konfession.

## Mitgliedschaften und Ämter

### Vorsitzender des Kunstvereins Bremen
Apelt war seit 1913 Mitglied im Vorstand und von 1922 bis 1934 Vorsitzender des Kunstvereins Bremen. 1934 musste er auf Druck des Kampfbundes für deutsche Kultur von diesem Amt zurücktreten, der Verein und Kunstausrichtung unter nationalsozialistische Kontrolle bringen wollte und sechs Nationalsozialisten im Vorstand etablierte, darunter Schulrat Carstens, unter dem die Gleichschaltung des Vereins betrieben wurde.
1933 hatten Apelt u. a. gemeinsam mit dem NS-Senator Richard von Hoff gegen die Suspendierung des Kunsthallendirektors Emil Waldmann opponiert. Apelt blieb aber auf Entgegenkommen des nationalsozialistischen Senats gegenüber der im Kunstverein breit vertretenen Bremer Oberschicht während der gesamten NS-Zeit Schatzmeister des Vereins, von 1945 bis 1957 wurde er wieder Vorsitzender. In seinen Erinnerungen bewertete er den Ankauf von Gemälden im Jahre 1940 für die Kunsthalle seitens des NS-Bürgermeisters Heinrich Böhmcker und Emil Waldmanns in den nationalsozialistisch besetzten Niederlanden „als ehrlich erworben und bezahlt und ohne Entschädigung wieder herausgegeben..., so dass die holländischen Kunsthändler ein doppeltes Geschäft gemacht haben“, wobei er außer Acht ließ, dass in den Niederlanden von der Exilregierung gleich zu Beginn des Krieges die Restitution von Kunstwerken nach der Befreiung gesetzlich vorbereitet worden war als Maßnahme gegen die von den Deutschen bevorzugte Methode „Raub durch Kauf“.

### Weitere Mitgliedschaften und Ämter
- Apelt war 1921 der Mitbegründer des Weserbundes zur Förderung der Wirtschaft im Weserraum.
- Ganz besonders lag ihm seit 1917 die Deutsche Gesellschaft zur Rettung Schiffbrüchiger am Herzen.
- 1949 gehörte er zu den Neugründern der Carl-Schurz-Gesellschaft, die die Fäden zwischen der Hansestadt und den Vereinigten Staaten wieder anknüpfen sollte. Er war zeitweise Präsident der Gesellschaft.
- 1948 wurde er Vorsitzender des Verkehrsvereins Bremen.

## Ehrungen
- Apelt erhielt 1956 die Bremische Ehrenmedaille in Gold.
- Der Seenotkreuzer Hermann Apelt der Deutschen Gesellschaft zur Rettung Schiffbrüchiger wurde nach ihm benannt.
- Die Senator-Apelt-Straße in Seehausen erhielt seinen Namen.

## Mitgliedschaften (Auswahl)
- Paul-Ernst-Gesellschaft